# アート・インスティテュート・オブ・ポートランド

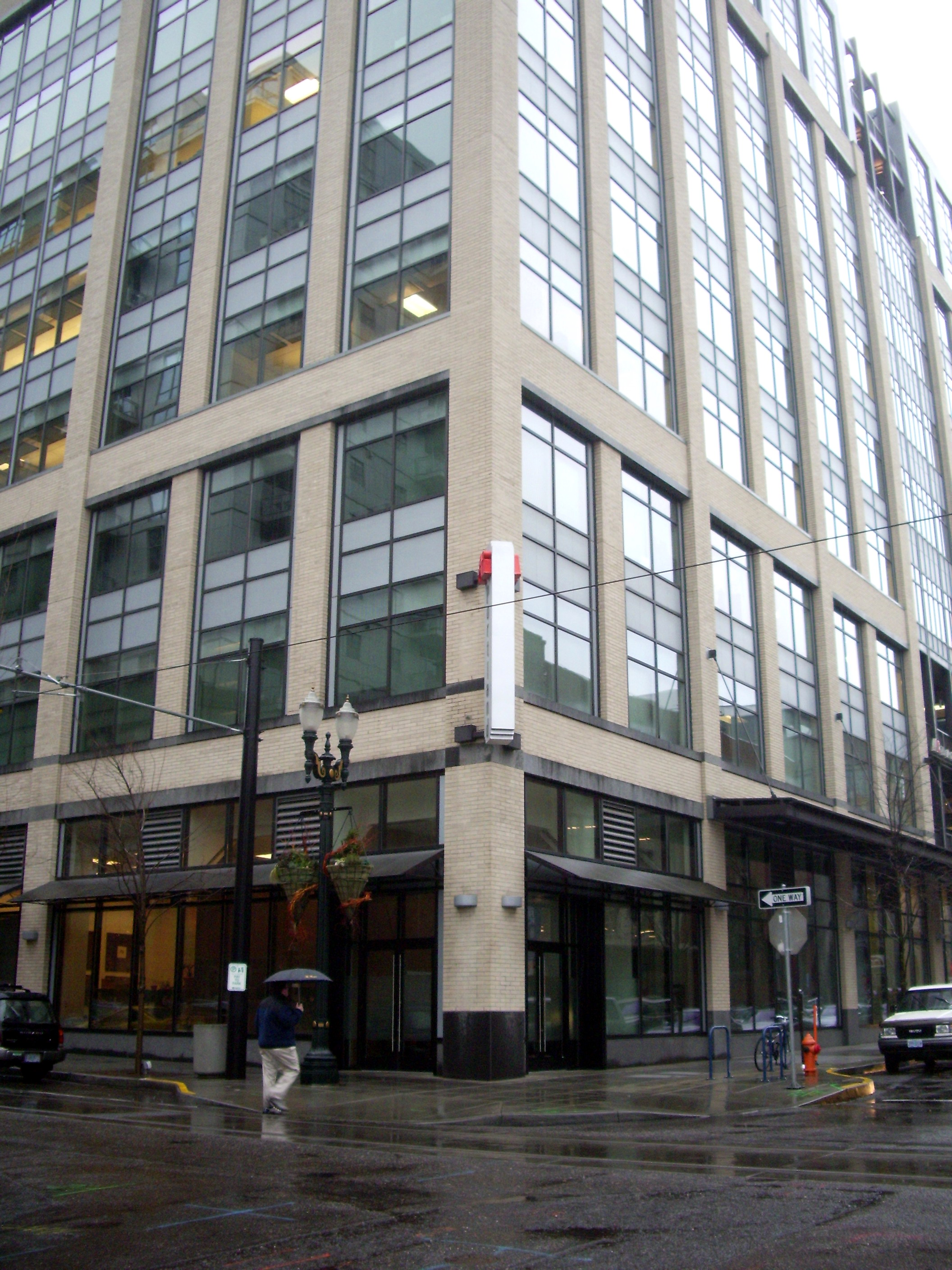
アート・インスティテュート・オブ・ポートランド

アート・インスティテュート・オブ・ポートランド（The Art Institute of Portland）は、アメリカ合衆国オレゴン州ポートランドにある大学で、多くの芸術系分野における学士号や準学士号を提供している。ポートランド芸術大学（-げいじゅつだいがく）と呼ばれることもある。
キャンパスの建物はポートランド市街地のパール・ディストリクトに所在し、12のコンピューター室、複数のアニメーション・ビデオ・ラボ、録音スタジオを構えている他、公共のアート・ギャラリーを1階に設けている。建物内部の廊下には学生の作品が展示されており、頻繁に更新されている。